# Арнаутец
Арнаутец е извор, направен на чешма в град Копривщица. Извира от връх Свети Никола, край левия бряг на река Петрешка, в близост до мястото, където се намирала къщата на копривщенския хайдутин Дончо Ватах войвода.
Чешмата, както и Арнаут махала, в която се намира тя, са наречени от легендите за заселилите се там албански бежанци, наричани в Копривщица „арнаути“. Връх Свети Никола, освен с водата, която дава на изворчето е известен и с това, че приютява тленните останки на копривщенския гимназиален директор и пионер на залесяването в града Иван Джартазанов, погребан по негово желание сред първите борове засадени от Дружеството за залесяване в града.  На 22 август 1922 година от името на ктитора Лука Брайков е оформен от обикновен ломен камък сегашния вид на чешмата.
Видният копривщенски революционер, публицист и краевед Любен Каравелов в своята хумористична повест „Българи от старо време“ сполучливо описва как се е наливала вода от Арнаутец в отдавна отминалите времена:
| „ | Хаджи Генчо обича студена водица, и то от Арнаутския чучур, но обича я не за това, защото я пие – той пие краставоселско вино, – а за това, че му се харесва, когато се тя намира в къщата му; а освен това нему се иска да даде никоя работа на учениците си. И ето: праща той едного от ученици на Арнаутец да налее водица с двете жълтозелени гледжосани стовни; но най-напред го побие малко, за да не строши стовните. Трябва да го побиеш, дорде не е разбил стовните – говори често хаджи Генчо, – а когато ги разбие, то ти го бий, колкото искаш, а стовните няма вече да бъдат цели. Но да ви кажа право, хаджи Генчо в това отношение само философствува, както е философствувал някога си и Настрадин Ходжа, а на практика бива съвсем друго, т. е. когато момченцето разбие стовните, то хаджи Генчо му изправя кръста твърде немилостиво. Но както и да е, а хаджи Генча обичат всичките коприщенци и наричат го справедлив човек... | “ |

Според местните жители Арнаут махала се е формирала около извора, наричан Хайдушкото или Арнаутското кладенче. Това последното става официално име, но всъщност най-първото е Курт Алан (Вълча поляна). По всеобща традиция на това място са се създавали социални контакти, свързани с наливането, напиването на момината вода от момците и краденето на техните китки. Седенките, наричани „шъри“ или „талки“ също са се заформяли в близост с водоизтошник.

## ГалерияАрхитектурен ансамбъл „Арнаут махала“
- Хаджи-Иванчова чешма
- Тодор-Енкова фурна
- Хаджи-Нейков мост
- Хаджи-Иванчова къща
- Арнаут махала с Хаджи-Нейков мост
- Надгробният паметник на Иван Джартазанов